# Yuen Siu-tien
Yuen Siu-tien (chiń. 袁小田; pinyin Yuán Xiǎotián; jyutping Jyun4 Siu2 Tin4) (ur. 27 listopada 1912 w Pekinie, zm. 8 stycznia 1979 w Hongkongu) – chiński aktor. Najbardziej znany z ról starego żebraka So, znanego również jako Sam Seed m.in. w filmach takich jak Pijany mistrz i Historia pijanego mistrza. Często współpracował z aktorem Jackie Chanem.
Zmarł na atak serca w wieku 66 lat.